# James Edward Michaels
James Edward Michaels SSCME (* 30. Mai 1926 in Chicago, Illinois; † 21. September 2010) war ein US-amerikanischer Ordensgeistlicher und römisch-katholischer Weihbischof im Bistum Wheeling-Charleston.

## Leben
James Edward Michaels trat der Ordensgemeinschaft der Missionsgesellschaft von St. Columban bei und empfing am 21. Dezember 1951 die Priesterweihe.
Papst Paul VI. ernannte Michaels 1966 zum Titularbischof von Verbe und bestellte ihn zum Weihbischof im Erzbistum Kwangju in Südkorea. Die Bischofsweihe spendete ihm am 14. April 1966 Leo Binz, Erzbischof von Saint Paul, Minnesota, USA; Mitkonsekratoren waren sein Ordensbruder Harold William Henry SSCME, Erzbischof von Kwangju, und William Aloysius O’Connor, Bischof von Springfield in Illinois, USA.
1973 bestellte ihn Papst Paul VI. zum Weihbischof im Bistum Wheeling-Charleston in West Virginia, USA. Papst Johannes Paul II. nahm sein Rücktrittsgesuch 1987 an.